# リアリティポルノ
リアリティポルノ（Reality pornography）は、セックスが行われる前に、通常シネマ・ヴェリテ方式（演者とカメラマン等が会話しながら撮影されるドキュメンタリーの手法）で撮影され演出されたシーンがあるポルノのジャンルを指す。

## 概要
そのようなシーンは、（ゴンゾポルノのように）カメラマンが直接セックスに参加しているか、単に他の人がセックスしているのを撮影しているかのどちらかで構成されている。このジャンルは「本物のカップルが本物のセックスをしている」様子を表現している。このようなポルノは、アマチュア・ポルノのスタイルを模倣しようとしているプロによるポルノと説明される場合がある。
日本のAVにおける、いわゆる「素人物」や「ナンパ物」に近いジャンルの概念となる。

## 歴史
このニッチな領域のポルノの人気は2000年代に大きく伸びた。例として、『Girls Gone Wild』や『Girls Who Like Girls』シリーズが挙げられる。
ポルノ映画監督のブルース・セブンの作品は、台本を使わず、出演者に自らのキャラクターで自然に演じるよう求めることから、リアリティポルノと呼ばれてきた。
また、Reality KingsやMoney Talks、Brazzersはリアリティポルノ動画を製作するウェブサイトとなっている。

## 実態
性感染症（STD）検査に関する業界の要件を満たすため、リアリティポルノの大部分は、プロの俳優や女優がいわゆる「アマチュア」を装っている。
このようなポルノ映画に出演する女優陣は通常、短いスパンで多くのリアリティポルノサイトに登場しているにもかかわらず、たいていどのサイトでも、それぞれが素人であると主張している。